# Rockford's Rock Opera

Rockford's Rock Opera est une œuvre audiovisuelle de Matthew Sweetapple, Steve Punt et Elaine Sweetapple, comprenant des images animées et un livre audio. C'est une œuvre à vocation éducative portant sur l'extinction de certaines espèces, l'écologie et la biodiversité.